# Cucumeria
Cucumeria é um género botânico pertencente à família das orquídeas (Orchidaceae).